# Come My Fanatics...
Come My Fanatics... è il secondo album della band doom metal Electric Wizard, pubblicato nel 1997.
Nel 2006 è stato pubblicato su cd e LP con due tracce bonus.
Nel Regno Unito l'album è pubblicato da Rise Above Records, mentre negli USA l'edizione del 1997 da The Music Cartel e quella del 2006 da Candlelight Records.

## Tracce
1. Return Trip – 10:03
2. Wizard in Black – 8:24
3. Doom-Mantia – 8:49
4. Ivixor B / Phase Inducer – 8:48
5. Son of Nothing – 6:44
6. Solarian 13 – 8:00

### Tracce bonus
1. Electric Wizard / Our Haunted Kingdom – 5:52
2. Return to the Son of Nothingness – 6:35

## Formazione
- Jus Oborn - voce, chitarra solista e chitarra ritmica
- Tim Bagshaw - basso
- Mark Greening - batteria, percussioni, tastiere, pianoforte